# Paština Závada
Paština Závada (ungarisch Pásztorzávod – bis 1907 Pastinazávada) ist eine Gemeinde im Norden der Slowakei mit 260 Einwohnern (Stand 31. Dezember 2024) im Okres Žilina, einem Kreis des Žilinský kraj.

## Geografie
Die Gemeinde befindet sich am Westrand des Talkessels Žilinská kotlina im Tal des Baches Závadský potok, wobei westliche und südliche Teile des Gemeindegebiets in das Gebirge Súľovské vrchy hineinragen. Das Ortszentrum liegt auf einer Höhe von 380 m n.m. und ist acht Kilometer von Bytča sowie 15 Kilometer von Žilina entfernt.
Nachbargemeinden sind Dolný Hričov im Norden, Ovčiarsko im Nordosten, Bitarová im Osten, erneut Dolný Hričov (Ortsteil Peklina) im Süden, Súľov-Hradná im Südwesten sowie Hlboké nad Váhom und Hričovské Podhradie im Westen.

## Geschichte
Beim heutigen Ort lag eine Siedlung der eisenzeitlichen Puchauer Kultur sowie eine slawische Siedlung aus dem 7. und 8. Jahrhundert.
Der heutige Ort wurde zum ersten Mal 1402 als Zawadka schriftlich erwähnt und entstand wahrscheinlich in der ersten Hälfte des 14. Jahrhunderts nach deutschem Recht. Das Dorf gehörte zum Herrschaftsgebiet der Burg Hričov, später dem Herrschaftsgut von Bytča sowie teilweise zum Gut des Geschlechts Madocsányi. 1598 gab es eine Mühle und 15 Häuser in Paština Závada. 1720 wohnten 11 Steuerpflichtige im Ort, 1784 hatte die Ortschaft 24 Häuser, 26 Familien und 137 Einwohner. 1828 zählte man 35 Häuser und 239 Einwohner, die als Landwirte, Viehhalter und Waldarbeiter beschäftigt waren.
Bis 1918 gehörte der im Komitat Trentschin liegende Ort zum Königreich Ungarn und gehörte danach zur Tschechoslowakei beziehungsweise heute zur Slowakei.

## Bevölkerung
| Jahr                | 1994 | 2004     | 2014     | 2024     |
| ------------------- | ---- | -------- | -------- | -------- |
| Anzahl der Personen | 214  | 257      | 224      | 260      |
| Unterschied         |      | +20,09 % | −12,84 % | +16,07 % |

| Jahr                | 2023 | 2024    |
| ------------------- | ---- | ------- |
| Anzahl der Personen | 259  | 260     |
| Unterschied         |      | +0,38 % |

Gemäß der Volkszählung 2011 wohnten in Paština Závada 233 Einwohner, davon 227 Slowaken. Sechs Einwohner machten keine Angabe zur Ethnie.
221 Einwohner bekannten sich zur römisch-katholischen Kirche, vier Einwohner zu den Zeugen Jehovas, zwei Einwohner zur griechisch-katholischen Kirche und ein Einwohner zur Evangelischen Kirche A. B. Ein Einwohner war konfessionslos und bei vier Einwohnern ist die Konfession nicht ermittelt.

## Bauwerke und Denkmäler
- Holzglockenturm aus dem späten 19. Jahrhundert